# Нотни барјачић
Нотни барјачић је, поред нотне главе и нотног врата, трећи део ноте који се додаје осмини ноте и ситнијим нотним вредностима.
- Погледајмо приказ систематског смањења нотних вредности. Додавање једног барјачића на нотни врат почиње са осминском нотном вредношћу, два барјачића добија шеснаестинска нотна вредност, три барјачића тридесетдвојина ноте, четири шездесетчетвртина ноте, итд.:

.

## Правилно писање нотног барјачића
Нотни барјачић се увек бележи с десне стране и на крају нотног врата. Пише се:
1. Надоле       када је нотни врат окренут нагоре.
2. Нагоре         када је нотни врат окренут надоле.

## Груписање различитих нотних вредности
- У савременој нотацији, замена за барјачиће су ребра (спојени нотни барјачићи). Број ребара одговара броју барјачића. Један барјачић – једно ребро, два барјачића – два ребра, итд. Види следеће примере:

Ради прегледности и бржег писања више нота спајамо, тј. групишемо тзв. цртом, ребром или гредом што илуструју следећи примери: